# 고토부키 쓰카사
코토부키 츠카사(일본어: 寿 つかさ ことぶき つかさ[*], 6월 11일 - )는 다카라즈카 가극단 소라구미에 소속된 남역이다. 현 소라구미 조장이다.
도쿄도 미나토구 출신, 롯폰기중학교 (전 미카와다이중학교) 출신이다. 키 172cm, 애칭은 "슷시(すっしぃ)"이다.

## 약력
1988년, 다카라즈카 음악학교 입학.
1990년, 다카라즈카 가극단 76기생으로 입단. 하나구미 공연 「베르사이유의 장미」로 초무대.
1991년, 구미마와리를 끝내고 유키구미 배속.
댄스의 명수로서 활약하고, 1998년 1월 1일자로, 소라구미 창설에 수반해 발족 멤버로서 소라구미로 이동.
2005년 4월 4일자로 소라구미 부조장 취임.
2008년 5월 19일자로 소라구미 조장 취임.

## 인물
전 하나구미 남역 타츠 츠카사와 친자매 사이

## 주요 무대
| 기간 (월)       | 소속 | 제목                                                 | 공연장                                 | 배역                                         | 비고                                   |
| --------------- | ---- | ---------------------------------------------------- | -------------------------------------- | -------------------------------------------- | -------------------------------------- |
| 1990년          |      |                                                      |                                        |                                              |                                        |
| 3 - 5           | 하나 | 베르사이유의 장미 -페르젠편-                         | 다카라즈카 대극장                      |                                              | 초무대                                 |
| 7               | 無   | 베르사이유의 장미 -페르젠편-                         | 도쿄 다카라즈카 극장                   |                                              | 구미마와리하나ㆍ츠키 ㆍ호시ㆍ전과 공연 |
| 11 - 12         | 無   | 아폴론의 미궁                                        | 다카라즈카 대극장                      |                                              | 구미마와리호시구미 공연                |
| 11 - 12         | 無   | 지저스 디아만테                                      | 다카라즈카 대극장                      |                                              | 구미마와리호시구미 공연                |
| 1991년          |      |                                                      |                                        |                                              |                                        |
| 2 - 3           | 유키 | 카겐쇼                                               | 다카라즈카 대극장                      |                                              |                                        |
| 2 - 3           | 유키 | 연애 소동                                            | 다카라즈카 대극장                      |                                              |                                        |
| 2 - 3           | 유키 | 스위트 타이푼                                        | 다카라즈카 대극장                      |                                              |                                        |
| 4 - 5           | 유키 | 미소의 나라                                          | 바우홀                                 |                                              |                                        |
| 6               | 유키 | 카겐쇼                                               | 도쿄 다카라즈카 극장                   |                                              |                                        |
| 6               | 유키 | 연애 소동                                            | 도쿄 다카라즈카 극장                   |                                              |                                        |
| 6               | 유키 | 스위트 타이푼                                        | 도쿄 다카라즈카 극장                   |                                              |                                        |
| 8 - 12          | 유키 | 화려한 개츠비                                        | 다카라즈카 대극장 도쿄 다카라즈카 극장 |                                              |                                        |
| 8 - 12          | 유키 | 러버스 콘체르트                                      | 다카라즈카 대극장 도쿄 다카라즈카 극장 |                                              |                                        |
| 1992년          |      |                                                      |                                        |                                              |                                        |
| 3 - 5           | 유키 | 이 사랑은 구름 끝까지                                | 다카라즈카 대극장                      | 시로타키 (신인공연)                          | 본역 : 아사미 준                       |
| 5 - 6           | 유키 | 미소의 나라                                          | 유포토간이보험홀 아이치후생연금회관    |                                              |                                        |
| 7               | 유키 | 이 사랑은 구름 끝까지                                | 도쿄 다카라즈카 극장                   | 시로타키 (신인공연)                          | 본역 : 아사미 준                       |
| 10 - 11         | 유키 | 츄신구라                                             | 다카라즈카 대극장                      | 이로베 마타시로                              | 본역 : 코다이 미즈키                   |
| 1993년          |      |                                                      |                                        |                                              |                                        |
| 1 - 2           | 유키 | 세 라무르                                            | 바우홀                                 |                                              |                                        |
| 3               | 유키 | 츄신구라                                             | 도쿄 다카라즈카 극장                   | 이로베 마타시로                              | 본역 : 코다이 미즈키                   |
| 5 - 8           | 유키 | 천국과 지옥                                          | 다카라즈카 대극장 도쿄 다카라즈카 극장 |                                              |                                        |
| 5 - 8           | 유키 | TAKE OFF                                             | 다카라즈카 대극장 도쿄 다카라즈카 극장 |                                              |                                        |
| 10 - 12         | 유키 | 부르봉의 봉인                                        | 다카라즈카 대극장                      | 카탈렛 (신인공연)                            | 본역 : 아스카 유                       |
| 10 - 12         | 유키 | 코트 다쥐르                                          | 다카라즈카 대극장                      |                                              |                                        |
| 1994년          |      |                                                      |                                        |                                              |                                        |
| 1               | 유키 | 라이트 & 샤도                                        | 드라마시티                             | 마크                                         |                                        |
| 3               | 유키 | 부르봉의 봉인                                        | 도쿄 다카라즈카 극장                   | 카탈렛 (신인공연)                            | 본역 : 아스카 유                       |
| 3               | 유키 | 코트 다쥐르                                          | 도쿄 다카라즈카 극장                   |                                              |                                        |
| 5 - 8           | 유키 | 바람과 함께 사라지다                                 | 다카라즈카 대극장 도쿄 다카라즈카 극장 | 미드 박사 (신인공연)                         | 본역 : 이즈미 츠카사                   |
| 9 - 10          | 유키 | 바람에 날려                                          | 바우홀                                 | 시마자키                                     |                                        |
| 11 - 1995년 3월 | 유키 | 유키노죠 변화                                        | 다카라즈카 대극장 도쿄 다카라즈카 극장 | 나카무라 키쿠노죠 (신인공연)                 | 본역 : 코다이 미즈키                   |
| 11 - 1995년 3월 | 유키 | 사지타리우스                                         | 다카라즈카 대극장 도쿄 다카라즈카 극장 |                                              |                                        |
| 1995년          |      |                                                      |                                        |                                              |                                        |
| 5 - 8           | 유키 | JFK                                                  | 다카라즈카 대극장 도쿄 다카라즈카 극장 | 요제프 (신인공연)                            | 본역 : 코다이 미즈키                   |
| 5 - 8           | 유키 | 바로크천일야                                         | 다카라즈카 대극장 도쿄 다카라즈카 극장 |                                              |                                        |
| 9 - 10          | 유키 | 대상해 -그랑 샹하이-                                 | 바우홀                                 | 타츠                                         |                                        |
| 11 - 12         | 유키 | 아카네사스 보라색 꽃                                 | 다카라즈카 대극장                      | 거울왕 (신인공연)                            | 본역 : 코다이 미즈키                   |
| 11 - 12         | 유키 | 마벨 에트와르                                        | 다카라즈카 대극장                      |                                              |                                        |
| 1996년          |      |                                                      |                                        |                                              |                                        |
| 2 - 3           | 유키 | 엘리자베트                                           | 다카라즈카 대극장                      | 흑천사 그륀네 백작 (신인공연)                | 본역 : 아스카 유                       |
| 4 - 5           | 유키 | 아카네사스 보라색 꽃                                 | 전국투어                               | 카츠라기노 와카이누카이노 아미타             |                                        |
| 4 - 5           | 유키 | 마벨 에트와르                                        | 전국투어                               |                                              |                                        |
| 6               | 유키 | 엘리자베트                                           | 도쿄 다카라즈카 극장                   | 흑천사 그륀네 백작 (신인공연)                | 본역 : 아스카 유                       |
| 8 - 9           | 유키 | 무지개의 나타샤                                      | 다카라즈카 대극장                      | 카지야마 대위 쿠리사키 츠요시 (신인공연)     | 본역 : 이즈미 츠카사                   |
| 8 - 9           | 유키 | La Jeunesse!                                         | 다카라즈카 대극장                      |                                              |                                        |
| 11              | 유키 | 맑은 날에 영원이 보인다                              | 바우홀                                 |                                              |                                        |
| 12              | 유키 | 무지개의 나타샤                                      | 도쿄 다카라즈카 극장                   | 카지야마 대위 쿠리사키 츠요시 (신인공연)     | 본역 : 이즈미 츠카사                   |
| 12              | 유키 | La Jeunesse!                                         | 도쿄 다카라즈카 극장                   |                                              |                                        |
| 1997년          |      |                                                      |                                        |                                              |                                        |
| 2               | 유키 | 무지개의 나타샤                                      | 중일극장                               |                                              |                                        |
| 2               | 유키 | La Jeunesse!                                         | 중일극장                               |                                              |                                        |
| 3 - 5           | 유키 | 가면의 로마네스크                                    | 다카라즈카 대극장                      |                                              |                                        |
| 3 - 5           | 유키 | 골덴 데이즈                                          | 다카라즈카 대극장                      |                                              |                                        |
| 5 - 6           | 유키 | 맑은 날에 영원이 보인다                              | 일본청년관 아이치후생연금회관          |                                              |                                        |
| 7               | 유키 | 가면의 로마네스크                                    | 도쿄 다카라즈카 극장                   |                                              |                                        |
| 7               | 유키 | 골덴 데이즈                                          | 도쿄 다카라즈카 극장                   |                                              |                                        |
| 9 - 11          | 유키 | 한밤중의 고스트                                      | 다카라즈카 대극장                      | 버나드                                       |                                        |
| 9 - 11          | 유키 | 레 셰르반                                            | 다카라즈카 대극장                      |                                              |                                        |
| 1998년          |      |                                                      |                                        |                                              |                                        |
| 1               | 소라 | 몽환보수송                                           | 홍콩 캘추럴 센터                       |                                              |                                        |
| 1               | 소라 | This is TAKARAZUKA!                                  | 홍콩 캘추럴 센터                       |                                              |                                        |
| 3 - 5           | 소라 | 엑스칼리버                                           | 다카라즈카 대극장                      | 블러드                                       |                                        |
| 3 - 5           | 소라 | 시트러스의 바람                                      | 다카라즈카 대극장                      |                                              |                                        |
| 6               | 소라 | 아라시가오카                                         | 일본청년관 아이치후생연금회완          |                                              |                                        |
| 7 - 8           | 소라 | 엑스칼리버                                           | 1000days 극장                          | 블러드                                       |                                        |
| 7 - 8           | 소라 | 시트러스의 바람                                      | 1000days 극장                          |                                              |                                        |
| 10 - 1999년 3월 | 소라 | 엘리자베트                                           | 다카라즈카 대극장 도쿄 다카라즈카 극장 | 흑천사                                       |                                        |
| 1999년          |      |                                                      |                                        |                                              |                                        |
| 6 - 8           | 소라 | 격정                                                 | 다카라즈카 대극장                      | 안토니                                       |                                        |
| 6 - 8           | 소라 | 더 레뷰 '99                                          | 다카라즈카 대극장                      |                                              |                                        |
| 9               | 소라 | TEMPEST -불어서 빠져나가는 구룡-                     | 바우홀                                 | 파올로 트린큘로                              |                                        |
| 10 - 11         | 소라 | 격정                                                 | 도쿄 다카라즈카 극장                   | 안토니                                       |                                        |
| 10 - 11         | 소라 | 더 레뷰 '99                                          | 도쿄 다카라즈카 극장                   |                                              |                                        |
| 2000년          |      |                                                      |                                        |                                              |                                        |
| 1 - 5           | 소라 | 사막의 흑장미                                        | 다카라즈카 대극장 도쿄 다카라즈카 극장 | 사와프                                       |                                        |
| 1 - 5           | 소라 | GLORIOUS!!                                           | 다카라즈카 대극장 도쿄 다카라즈카 극장 |                                              |                                        |
| 6 - 7           | 소라 | 다카라즈카 유키ㆍ츠키ㆍ하나                          | 프리드리히슈타트 파라스트 극장         |                                              | 베를린 공연                            |
| 6 - 7           | 소라 | 선라이즈 다카라즈카                                  | 프리드리히슈타트 파라스트 극장         |                                              | 베를린 공연                            |
| 8 - 12          | 소라 | 망향은 바다를 넘어                                   | 다카라즈카 대극장 도쿄 다카라즈카 극장 | 나가사카 소에몬                              |                                        |
| 8 - 12          | 소라 | 밀레니엄 챌렌저!                                     | 다카라즈카 대극장 도쿄 다카라즈카 극장 |                                              |                                        |
| 2001년          |      |                                                      |                                        |                                              |                                        |
| 2               | 소라 | 망향은 바다를 넘어                                   | 중일극장                               | 나가사카 소에몬                              |                                        |
| 2               | 소라 | 밀레니엄 챌렌저!                                     | 중일극장                               |                                              |                                        |
| 4 - 8           | 소라 | 베르사이유의 장미 2001 -페르젠과 마리 앙투아네트 편- | 다카라즈카 대극장 도쿄 다카라즈카 극장 | 제로델                                       |                                        |
| 11 - 2002년 3월 | 소라 | 카스텔 미라지                                        | 다카라즈카 대극장 도쿄 다카라즈카 극장 | 재스퍼                                       |                                        |
| 11 - 2002년 3월 | 소라 | 댄싱 스피릿!                                         | 다카라즈카 대극장 도쿄 다카라즈카 극장 |                                              |                                        |
| 2002년          |      |                                                      |                                        |                                              |                                        |
| 4 - 5           | 소라 | 카스텔 미라지                                        | 전국투어                               | 프랭크                                       |                                        |
| 4 - 5           | 소라 | 댄싱 스피릿!                                         | 전국투어                               |                                              |                                        |
| 7 - 11          | 소라 | 봉황전                                               | 다카라즈카 대극장 도쿄 다카라즈카 극장 | 참수인 / 채찍질하는 사람                     |                                        |
| 7 - 11          | 소라 | 더 쇼 스토퍼                                         | 다카라즈카 대극장 도쿄 다카라즈카 극장 |                                              |                                        |
| 12 - 2003년 1월 | 소라 | 성스러운 별의 기적 -언젠가 만나는 너를-              | 드라마시티 아카사카ACT시어터           | 박사                                         |                                        |
| 2003년          |      |                                                      |                                        |                                              |                                        |
| 2 - 6           | 소라 | 용병 피에르                                          | 다카라즈카 대극장 도쿄 다카라즈카 극장 | 유령기사                                     |                                        |
| 2 - 6           | 소라 | 만천성대야총회                                       | 다카라즈카 대극장 도쿄 다카라즈카 극장 |                                              |                                        |
| 8               | 소라 | 봉황전                                               | 하카타좌                               | 티무르왕                                     |                                        |
| 8               | 소라 | 더 쇼 스토퍼                                         | 하카타좌                               |                                              |                                        |
| 10 - 2004년 2월 | 소라 | 대낮의 번개                                          | 다카라즈카 대극장 도쿄 다카라즈카 극장 | 셀주                                         |                                        |
| 10 - 2004년 2월 | 소라 | 템테이션!                                            | 다카라즈카 대극장 도쿄 다카라즈카 극장 |                                              |                                        |
| 2004년          |      |                                                      |                                        |                                              |                                        |
| 3               | 소라 | BOXMAN -나에게 깨지지 않는 금고란 없다-              | 일본청년관 드라마시티                  | 디킨스                                       |                                        |
| 5 - 8           | 소라 | 팬텀                                                 | 다카라즈카 대극장 도쿄 다카라즈카 극장 | 루드 경위                                    |                                        |
| 10 - 11         | 소라 | 바람과 함께 사라지다                                 | 전국투어                               | 미드 박사                                    |                                        |
| 2005년          |      |                                                      |                                        |                                              |                                        |
| 1 - 4           | 소라 | 호텔 스텔라마리스                                    | 다카라즈카 대극장 도쿄 다카라즈카 극장 | 티머시 맥퍼슨                                |                                        |
| 1 - 4           | 소라 | 레뷰 전설                                            | 다카라즈카 대극장 도쿄 다카라즈카 극장 |                                              |                                        |
| 5 - 6           | 소라 | 호텔 스텔라마리스                                    | 전국투어                               | 티머시 맥퍼슨                                |                                        |
| 5 - 6           | 소라 | 레뷰 전설                                            | 전국투어                               |                                              |                                        |
| 8 - 11          | 소라 | 불꽃에 입맞춤을                                      | 다카라즈카 대극장 도쿄 다카라즈카 극장 | 펠란드                                       |                                        |
| 8 - 11          | 소라 | 네오 보야지                                          | 다카라즈카 대극장 도쿄 다카라즈카 극장 |                                              |                                        |
| 2006년          |      |                                                      |                                        |                                              |                                        |
| 1               | 소라 | 불멸의 연인들에게                                    | 바우홀                                 | 산토=부브                                    |                                        |
| 3 - 7           | 소라 | NEVER SAY GOODBYE                                    | 다카라즈카 대극장 도쿄 다카라즈카 극장 | 맥스 반 딕                                   |                                        |
| 8               | 소라 | 코파카바나                                           | 하카타좌                               | 카를로스                                     |                                        |
| 11 - 2007년 2월 | 소라 | 유신회천ㆍ료마전!                                    | 다카라즈카 대극장 도쿄 다카라즈카 극장 | 사이고 타카모리                              |                                        |
| 11 - 2007년 2월 | 소라 | 더 클래식                                            | 다카라즈카 대극장 도쿄 다카라즈카 극장 |                                              |                                        |
| 2007년          |      |                                                      |                                        |                                              |                                        |
| 3 - 4           | 소라 | A／L -괴도 루팡의 청춘-                              | 드라마시티 일본청년관 중일극장         | 닥터 고즈                                    |                                        |
| 6 - 9           | 소라 | 발렌시아의 뜨거운 꽃                                 | 다카라즈카 대극장 도쿄 다카라즈카 극장 | 바르카                                       |                                        |
| 6 - 9           | 소라 | 소라 FANTASISTA!!                                    | 다카라즈카 대극장 도쿄 다카라즈카 극장 |                                              |                                        |
| 10 - 11         | 소라 | 발렌시아의 뜨거운 꽃                                 | 전국투어                               | 호르헤                                       |                                        |
| 10 - 11         | 소라 | 소라 FANTASISTA!!                                    | 전국투어                               |                                              |                                        |
| 2008년          |      |                                                      |                                        |                                              |                                        |
| 2 - 5           | 소라 | 여명의 바람                                          | 다카라즈카 대극장 도쿄 다카라즈카 극장 | 로빈                                         |                                        |
| 2 - 5           | 소라 | Passion 사랑의 여행                                  | 다카라즈카 대극장 도쿄 다카라즈카 극장 |                                              |                                        |
| 6 - 7           | 소라 | 순정                                                 | 바우홀                                 | 리타로                                       |                                        |
| 9 - 12          | 소라 | Paradise Prince                                      | 다카라즈카 대극장 도쿄 다카라즈카 극장 | 플루토                                       |                                        |
| 9 - 12          | 소라 | 댄싱 포유                                            | 다카라즈카 대극장 도쿄 다카라즈카 극장 |                                              |                                        |
| 2009년          |      |                                                      |                                        |                                              |                                        |
| 2 - 3           | 소라 | 역전재판 -되살아나는 진실-                           | 바우홀 일본청년관                      | 미러 아서                                    |                                        |
| 4 - 7           | 소라 | 장미에 내리는 비                                     | 다카라즈카 대극장 도쿄 다카라즈카 극장 | 제롬                                         |                                        |
| 4 - 7           | 소라 | Amour それは…                                        | 다카라즈카 대극장 도쿄 다카라즈카 극장 |                                              |                                        |
| 8               | 소라 | 오오에야마화전                                       | 하카타좌                               | 미나모토노 요리미츠                          |                                        |
| 8               | 소라 | Apasionado!! II                                      | 하카타좌                               |                                              |                                        |
| 11 - 2010년 2월 | 소라 | 카사블랑카                                           | 다카라즈카 대극장 도쿄 다카라즈카 극장 | 컬                                           |                                        |
| 2010년          |      |                                                      |                                        |                                              |                                        |
| 3               | 소라 | Je Chante -끝없는 갈채-                              | 바우홀                                 | 라울 볼턴                                    |                                        |
| 5 - 8           | 소라 | TRAFALGAR                                            | 다카라즈카 대극장 도쿄 다카라즈카 극장 | 후드 제독                                    |                                        |
| 5 - 8           | 소라 | 펑키 선샤인                                          | 다카라즈카 대극장 도쿄 다카라즈카 극장 |                                              |                                        |
| 9               | 소라 | 은짱의 사랑                                          | 전국투어                               | 감독                                         |                                        |
| 11 - 2011년 1월 | 소라 | 누구를 위해 종을 울린다                              | 다카라즈카 대극장 도쿄 다카라즈카 극장 | 골트 장군                                    |                                        |
| 2011년          |      |                                                      |                                        |                                              |                                        |
| 3               | 소라 | 발렌티노                                             | 드라마시티                             | 제시 러스키                                  |                                        |
| 5 - 8           | 소라 | 아름다운 생애                                        | 다카라즈카 대극장 도쿄 다카라즈카 극장 | 도쿠가와 이에야스                            |                                        |
| 5 - 8           | 소라 | 루나로사                                             | 다카라즈카 대극장 도쿄 다카라즈카 극장 |                                              |                                        |
| 8               | 소라 | 발렌티노                                             | 일본청년관                             | 제시 러스키                                  |                                        |
| 10 - 12         | 소라 | 클라시코 이탈리아노                                  | 다카라즈카 대극장 도쿄 다카라즈카 극장 | 마줄리아노 리치                              |                                        |
| 10 - 12         | 소라 | NICE GUY!!                                           | 다카라즈카 대극장 도쿄 다카라즈카 극장 |                                              |                                        |
| 2012년          |      |                                                      |                                        |                                              |                                        |
| 2               | 소라 | 가면의 로마네스크                                    | 중일극장                               | 법원장                                       |                                        |
| 2               | 소라 | Apasionado!! II                                      | 중일극장                               |                                              |                                        |
| 4 - 7           | 소라 | 화려한 나날                                          | 다카라즈카 대극장 도쿄 다카라즈카 극장 | 그롬웰 경부                                  |                                        |
| 4 - 7           | 소라 | 크라이 맥스 -Cry max-                                | 다카라즈카 대극장 도쿄 다카라즈카 극장 |                                              |                                        |
| 8 - 11          | 소라 | 은하영웅전설@TAKARAZUKA                              | 다카라즈카 대극장 도쿄 다카라즈카 극장 | 프리드리히 4세 / 드와인트 그린힐             |                                        |
| 2013년          |      |                                                      |                                        |                                              |                                        |
| 1               | 소라 | 역전재판3 검사 마일스 에지워스                       | 드라마시티 일본청년관                  | 재판장                                       |                                        |
| 3 - 6           | 소라 | 몬테크리스토 백작                                    | 다카라즈카 대극장 도쿄 다카라즈카 극장 | 파리아 사제                                  |                                        |
| 3 - 6           | 소라 | Amour de 99!! -99년의 사랑-                          | 다카라즈카 대극장 도쿄 다카라즈카 극장 |                                              |                                        |
| 7 - 8           | 소라 | 덧없는 사랑                                          | 전국투어                               | 로셰크                                       |                                        |
| 7 - 8           | 소라 | Amour de 99!! -99년의 사랑-                          | 전국투어                               |                                              |                                        |
| 9 - 12          | 소라 | 바람과 함께 사라지다                                 | 다카라즈카 대극장 도쿄 다카라즈카 극장 | 미드 박사                                    |                                        |
| 2014년          |      |                                                      |                                        |                                              |                                        |
| 2               | 소라 | 로버트 캐퍼 영혼의 기록                              | 중일극장                               | 시몬 굿먼                                    |                                        |
| 2               | 소라 | 시트러스의 바람 Ⅱ                                    | 중일극장                               |                                              |                                        |
| 5 - 7           | 소라 | 베르사이유의 장미 -오스칼편-                         | 다카라즈카 대극장 도쿄 다카라즈카 극장 | 부예 장군                                    |                                        |
| 8 - 9           | 소라 | 베르사이유의 장미 -페르젠과 마리 앙투아네트편-       | 전국투어                               | 루이 16세                                    |                                        |
| 11 - 2015년 2월 | 소라 | 백야의 맹세 -구스타프 3세, 자랑스러운 왕의 전쟁-     | 다카라즈카 대극장 도쿄 다카라즈카 극장 | 크란츠                                       |                                        |
| 11 - 2015년 2월 | 소라 | PHOENIX 다카라즈카! -되살아나는 사랑-                | 다카라즈카 대극장 도쿄 다카라즈카 극장 |                                              |                                        |
| 2015년          |      |                                                      |                                        |                                              |                                        |
| 3 - 4           | 소라 | TOP HAT                                              | 우메다예술극장 아카사카ACT시어터       | 베이츠                                       |                                        |
| 6 - 8           | 소라 | 왕가에 바치는 노래                                   | 다카라즈카 대극장 도쿄 다카라즈카 극장 | 네셀                                         |                                        |
| 10 - 11         | 소라 | 멜랑콜릭 지고로                                      | 전국투어                               | 폰다리                                       |                                        |
| 10 - 11         | 소라 | 시트러스의 바람                                      | 전국투어                               |                                              |                                        |
| 2016년          |      |                                                      |                                        |                                              |                                        |
| 1 - 3           | 소라 | Shakespeare ~하늘에 가득 차면 끝없는 말씨~           | 다카라즈카 대극장 도쿄 다카라즈카 극장 | 핸즈든 경 헨리 케어리                        |                                        |
| 1 - 3           | 소라 | HOT EYES!!                                           | 다카라즈카 대극장 도쿄 다카라즈카 극장 |                                              |                                        |
| 5               | 소라 | 왕가에 바치는 노래                                   | 하카타좌                               | 네셀                                         |                                        |
| 7 - 10          | 소라 | 엘리자베트                                           | 다카라즈카 대극장 도쿄 다카라즈카 극장 | 그륀네 백작                                  |                                        |
| 11 - 12         | 소라 | 발렌시아의 뜨거운 꽃                                 | 전국투어                               | 루카놀 공작                                  |                                        |
| 11 - 12         | 소라 | HOT EYES!!                                           | 전국투어                               |                                              |                                        |
| 2017년          |      |                                                      |                                        |                                              |                                        |
| 2 - 4           | 소라 | 왕비의 관 -Château de la Reine-                      | 다카라즈카 대극장 도쿄 다카라즈카 극장 | 시모다 코지                                  |                                        |
| 2 - 4           | 소라 | VIVA! FESTA!                                         | 다카라즈카 대극장 도쿄 다카라즈카 극장 |                                              |                                        |
| 6               | 소라 | 퍼셜 타임 트래블 시공 끝에                           | 바우홀                                 | 실뱅 / 몬태규                                |                                        |
| 8 - 11          | 소라 | 신들의 토지 ~로마노프들의 황혼~                      | 다카라즈카 대극장 도쿄 다카라즈카 극장 | 황태후 마리아 / 세르게이 대공                |                                        |
| 8 - 11          | 소라 | 클래식 비쥬                                          | 다카라즈카 대극장 도쿄 다카라즈카 극장 |                                              |                                        |
| 2018년          |      |                                                      |                                        |                                              |                                        |
| 1               | 소라 | WEST SIDE STORY                                      | 도쿄국제포럼                           | 슈랑크 경위                                  |                                        |
| 3 - 6           | 소라 | 하늘은 붉은 강가                                     | 다카라즈카 대극장 도쿄 다카라즈카 극장 | 수필룰리우마 1세                             |                                        |
| 3 - 6           | 소라 | 시트러스의 바람                                      | 다카라즈카 대극장 도쿄 다카라즈카 극장 |                                              |                                        |
| 7 - 8           | 소라 | WEST SIDE STORY                                      | 우메다예술극장                         | 슈랑크 경위                                  |                                        |
| 10 - 12         | 소라 | 백로의 성                                            | 다카라즈카 대극장 도쿄 다카라즈카 극장 | 묘가쿠 / 신주                                |                                        |
| 10 - 12         | 소라 | 이인들의 르네상스                                    | 다카라즈카 대극장 도쿄 다카라즈카 극장 | 루드비코 스포르차 공 (밀라노 공) / 로마 교황 |                                        |
| 2019년          |      |                                                      |                                        |                                              |                                        |
| 2               | 소라 | 검은 눈동자                                          | 하카타좌                               | 사베리치                                     |                                        |
| 2               | 소라 | VIVA! FESTA! in HAKATA                               | 하카타좌                               |                                              |                                        |
| 4 - 7           | 소라 | 오션스 11                                            | 다카라즈카 대극장 도쿄 다카라즈카 극장 | 솔 블룸                                      |                                        |
| 8 - 9           | 소라 | 추억의 바르셀로나                                    | 전국투어                               | 이아고                                       |                                        |
| 8 - 9           | 소라 | NICE GUY!!                                           | 전국투어                               |                                              |                                        |
| 11 - 2020년 2월 | 소라 | El Japón -이스파니아의 사무라이-                     | 다카라즈카 대극장 도쿄 다카라즈카 극장 | 하세쿠라 츠네나가                            |                                        |
| 11 - 2020년 2월 | 소라 | 아쿠아비테!!                                         | 다카라즈카 대극장 도쿄 다카라즈카 극장 |                                              |                                        |
| 2020년          |      |                                                      |                                        |                                              |                                        |
| 8 - 9           | 소라 | FLYING SAPA                                          | 우메다예술극장 일생극장                | 타르코프 / 프림로즈                          |                                        |
| 11 - 2021년 2월 | 소라 | 아나스타시아                                         | 다카라즈카 대극장 도쿄 다카라즈카 극장 | 마리아 황태후                                |                                        |
| 2021년          |      |                                                      |                                        |                                              |                                        |
| 4               | 소라 | Hotel Svizra House                                   | 도쿄건물 Brillia HALL                  | 알렉산드르 드 미하일로프 후작                |                                        |
| 6 - 9           | 소라 | 셜록 홈즈 -The Game Is Afoot!-                       | 다카라즈카 대극장 도쿄 다카라즈카 극장 | 윌리엄즈                                     |                                        |
| 6 - 9           | 소라 | Délicieux -감미로운 파리-                            | 다카라즈카 대극장 도쿄 다카라즈카 극장 |                                              |                                        |
| 11 - 12         | 소라 | 바론의 후예                                          | 전국투어                               | 조지                                         |                                        |
| 11 - 12         | 소라 | 아쿠아비테!!                                         | 전국투어                               |                                              |                                        |
| 2022년          |      |                                                      |                                        |                                              |                                        |
| 2 - 5           | 소라 | NEVER SAY GOODBYE                                    | 다카라즈카 대극장 도쿄 다카라즈카 극장 | 맥 스타인                                    |                                        |

## 출연 이벤트
- 1993년 7월, 『'93 다카라즈카 파리제』
- 1993년 10월, 제 34회 『다카라즈카 무용회』
- 1995년 10월, 제 36회 『다카라즈카 무용회』
- 1996년 10월, 제 37회 『다카라즈카 무용회』
- 1997년 12월, 『레뷰 스페셜 '97』
- 1998년 5월, '98 TCA 스페셜 『タカラジェンヌ!』
- 1998년 9월, 와오 요우카 디너쇼 『Blue Fantasia』
- 1999년 5월, '99 TCA 스페셜 『헬로! 원더풀 타임』
- 1999년 12월, 『레뷰 스페셜 '99』
- 2000년 10월, 와오 요우카 디너쇼 『Believe』
- 2000년 10월, 제 41회 『다카라즈카 무용회』
- 2001년 3월, 『베르사이유의 장미 2001』 전야제
- 2001년 9월, 『베르사이유의 장미  메모랜덤』
- 2001년 9월, 아사미야 마유 디너쇼 『Gypsy Night』
- 2002년 9월, 토도로키 유우 스페셜 콘서트 『Stylish!』
- 2002년 11월, 『아키코・칸다 레슨 발표회』
- 2003년 10월, 제 44회 『다카라즈카 무용회』
- 2015년 5월, 『왕가에 바치는 노래』 전야제
- 2018년 2월, 『소라구미 탄생 20주년 기념 이벤트』

## TV 출연
- 2001년 1월, 니혼테레비 『THE夜もヒッパレ』
- 2011년 12월, 후지테레비 『2011 FNS가요제』
- 2014년 1월, 후지테레비 『SMAP×SMAP』 - 스마신하이스쿨

## 수상 이력
- 2007년, 『한큐스미레회 팬지상』 - 조연상
- 2021년, 『다카라즈카 가극단 연도상』 - 2020년도 아티스트상